# 3-아이소프로필말산 탈수소효소
3-아이소프로필말산 탈수소효소(영어: 3-isopropylmalate dehydrogenase) (EC 1.1.1.85)는 다음과 같은 화학 반응을 촉매하는 효소이다.
(2R,3S)-3-아이소프로필말산 + NAD+ ⇄ 4-메틸-2-옥소펜탄산 + CO2 + NADH
(2R,3S)-3-아이소프로필말산 + NAD+ ⇄ (2S)-2-아이소프로필-3-옥소석신산 + H+ + NADH
(2S)-2-아이소프로필-3-옥소석신산 + H+ ⇄ 4-메틸-2-옥소펜탄산 + CO2

## 같이 보기
- 3-아이소프로필말산 탈수효소
- 아이소프로필말산